# Keutelbeek (Sittard)

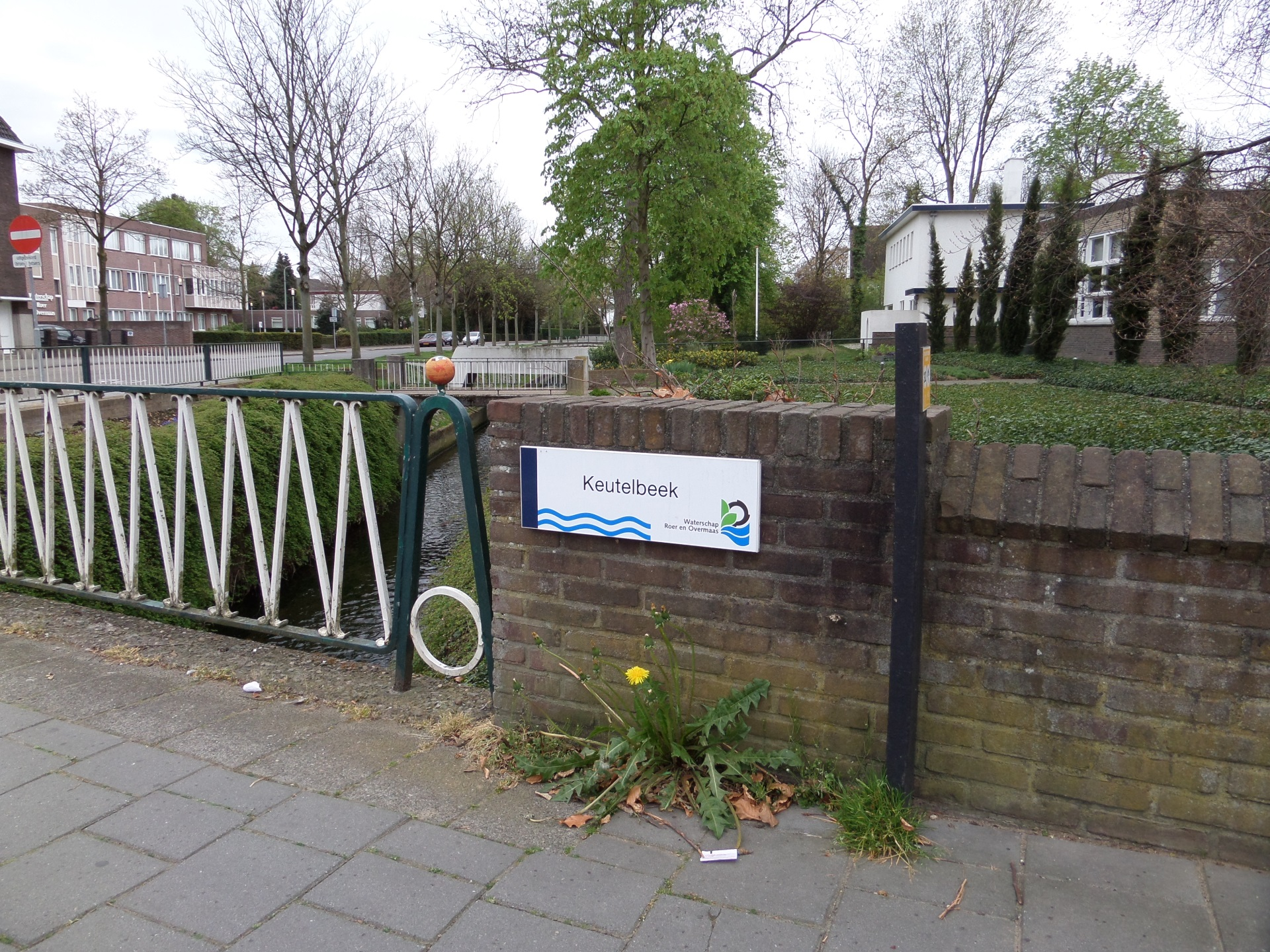
Naambord van de Keutelbeek op een brug in Sittard

De Keutelbeek (soms ook Cötelbeek) is een aftakking van de Geleenbeek in Sittard, in de Nederlandse provincie Limburg. De beek heeft een lengte van ongeveer drie kilometer.
De Keutelbeek vangt aan in het Stadspark Sittard, een kleine honderd meter stroomafwaarts van de Ophovenermolen. De Geleenbeek vertakt zich hier in twee stromen: de linker stroom wordt de "Keutelbeek" genoemd en de rechter stroom de "Molenbeek". Deze vertakking is gecreëerd in de 14e eeuw door de aanleg van de Molenbeek; de Keutelbeek bleef de oorspronkelijke hoofdstroom van de Geleenbeek volgen westelijk langs de vestingstad Sittard terwijl de Molenbeek dwars door de stad ging lopen. De twee stromen herenigen elkaar weer ten noorden van de stad, ter hoogte van de Schwienswei, vanwaar de stroom zich weer voortzet als de Geleenbeek.
Het water verlaat de Molenbeek via een stuwsluis genaamd de Stenen Sluis en stroomt in noordwaartse richting langs de wijk Ophoven en de Parklaan naar het centrum van Sittard. De beek had in het verleden te maken met grote vervuiling en zorgde bijgevolg voor enorme stankoverlast. Dientengevolge is de beek in de twintigste eeuw door het centrum over een lengte van 440 meter overkluisd en loopt sindsdien gedeeltelijk onder de Parklaan en de Haspelsestraat. Ter hoogte van de Linde kwam de beek weer omhoog.
De vervuiling is tegenwoordig veel minder en sinds 2017 is de overkluizing van de beek gehalveerd, nog zo'n 225 meter. Bij het nieuwe multifunctionele gebouw 'Ligne', waarin onder andere bibliotheek, filmhuis en hogeschool gehuisvest zijn, stroomt de beek weer in de open lucht. Er zijn ook twee nieuwe bruggen aangelegd naar het centrale plein en de ondergrondse parkeergarage van Ligne.

## Fotogalerij

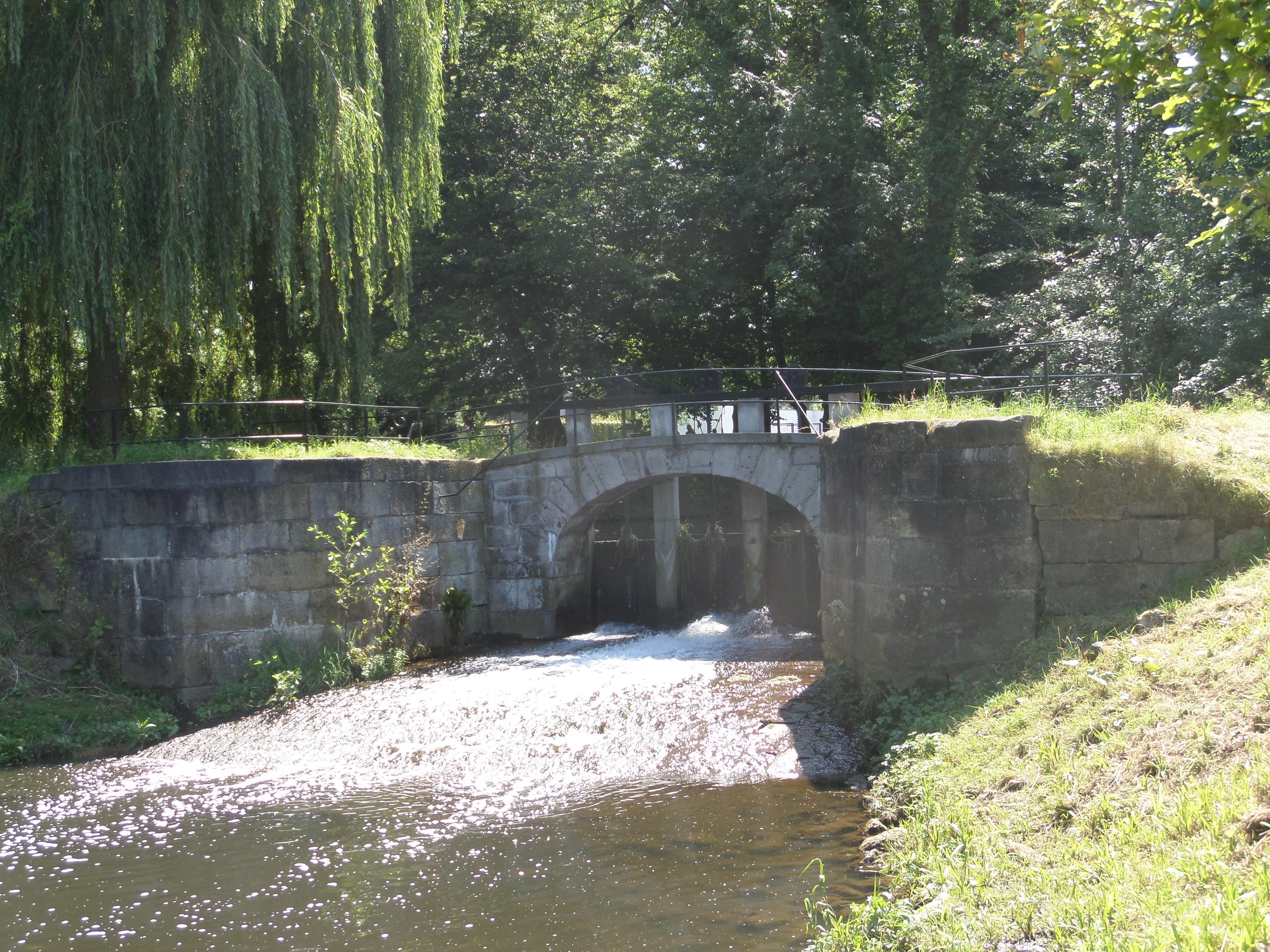
De Stenen Sluis in het Stadspark Sittard
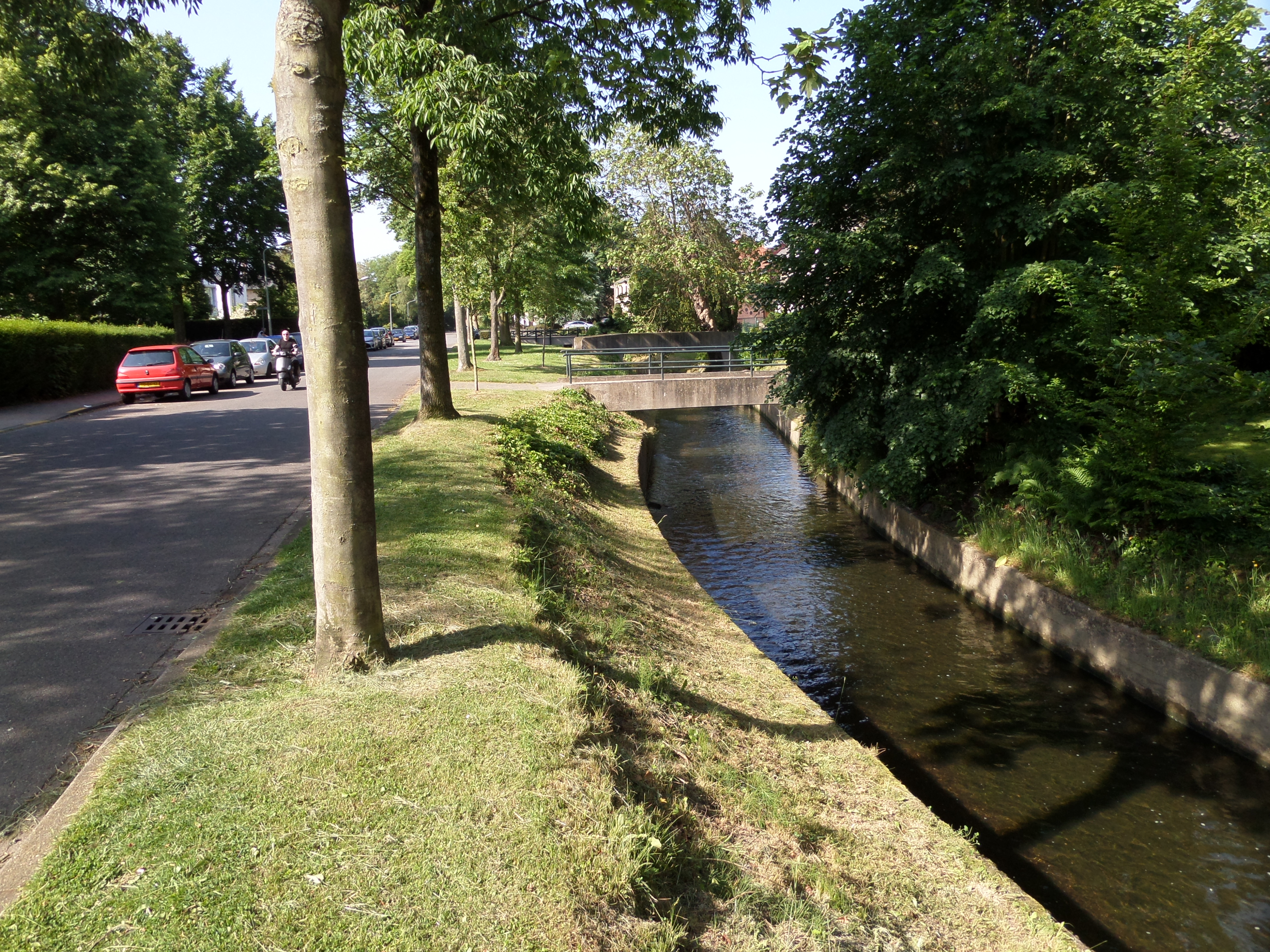
De Keutelbeek met links de Parklaan